# Пресака
Пресака (рум. Presaca) — село у повіті Сібіу в Румунії. Входить до складу комуни Пеука.
Село розташоване на відстані 243 км на північний захід від Бухареста, 28 км на північний захід від Сібіу, 91 км на південь від Клуж-Напоки, 138 км на захід від Брашова.

## Населення
За даними перепису населення 2002 року у селі проживали 497 осіб, усі — румуни. Усі жителі села рідною мовою назвали румунську.